# Ша Мэнхай
Ша Мэнха́й (кит. упр. 沙孟海, пиньинь Shā Mènghǎi, 11 июня 1900 — 10 октября 1992) — китайский каллиграф, резчик печатей, историк и теоретик каллиграфии.

## Биография
Родился 11 июня 1900 года в деревне Шацунь уезда Иньсянь (территория современного городского округа Нинбо) провинции Чжэцзян. Был сыном известного врача традиционной китайской медицины, который увлекался каллиграфией и резьбой печатей. Способности Ша Мэнхая по каллиграфии проявились еще в детстве. Когда двадцатилетним юношей он приехал в Шанхай, то его учителями стали У Чанши и Кан Ювэй. Благодаря своему каллиграфическому мастерству Ша Мэнхай быстро вошёл в круг интеллектуалов. С 1929 года он преподавал в университете имени Сунь Ятсена (Гуанчжоу, провинция Гуандун).
В годы японской интервенции Ша Мэнхай работал в секретариате Чан Кайши. Когда власть Гоминьдана пала в 1949 году, то его брат Ша Вэньхань, выдающийся коммунистический деятель, отговорил Ша Мэнхая от иммиграции на Тайвань. С 1949 года он был профессором в университете провинции Чжэцзян в Ханчжоу. В 1950-е годы Ша Мэнхай работал в музее провинции Чжэцзян в Ханчжоу, где ему постоянно заказывали вывески для исторических памятников. С 1963 года он преподавал в Ханчжоусской Национальной академии изящных искусств. Умение держать свое мнение при себе вместе с его каллиграфической славой спасло Ша Мэнхая в компании преследования «правых» в 1957 году.
В годы «культурной революции» осторожность Ша Мэнхая и его нежелание занимать ведущие административные должности уберегли его от ареста. Два года каллиграф на седьмом десятке лет был вынужден работать дворником, а сделанные им вывески были сняты с наиболее известных зданий. С конца 1970-х китайское правительство снова возвращает Ша Мэнхаю почести. Его назначают почетным директором Ханчжоусского музея и председателем восстановленного в 1979 году Силинского общества резчиков печатей.
В 1981 году он получает почетную должность вице-главы новосозданного Всекитайского союза каллиграфов, председателем Союза каллиграфов провинции Чжэцзян, что обеспечивает постоянное присутствие его работ на всех каллиграфических выставках, а так же высокий спрос на его произведения на художественном рынке. Каллиграфия мастера украсила вывески многих отелей, ресторанов и магазинов в Ханчжоу, свидетельствуя о вкусе их владельцев. В Пекине им была сделана вывеска известного арт-магазина Жунбаочжао. В Шанхае вывеска его кисти помещена перед входом в мемориальный музей Шэнь Иньмо, с которым мастера связывала долгая дружба. Именно Ша Мэнхай получил в 1981 году заказ на вывеску для мемориального храма в честь Ван Сичжи в Шаосине. Многочисленные образцы его каллиграфии были выгравированы на скалах по всей территории Китая.
Новые лидеры Коммунистической партии Китая стратегически точно выделяют творчество и научную деятельность Ша Мэнхая как эталон, необходимый для подъема уровня каллиграфической подготовки молодежи. Была учтена политическая нейтральность мастера как и то, что репрессии задели его в сравнении с другими каллиграфами наименьшим образом.

## Проект
Качество произведений Ша Мэнхая в его редком ощущении гармонии каллиграфических нормативов прежде всего в почерках "кайшу" и "синшу". Его техника безупречна, что позволяло ему писать в данных почерках с непринужденностью корифеев прошлых династий. Постоянный каллиграфический тренинг укрепил Ша Мэнхая настолько, что даже в 90 лет его рука сохраняла силу и точность в работе кистью.

## Литературная деятельность
Всего им написано 20 книг по истории каллиграфии и ее эстетике, что считаются по сей день высокоавторитетные изданиями.